# Clã Carnegie
O Clã Carnegie é um clã escocês da região das Terras Baixas na Escócia.
Desde 2015, o atual chefe é David Carnegie, 4.º Duque de Fife; e o herdeiro atual da família é Charles Duff Carnegie, Conde de Southesk, o filho do atual duque.

## Relação com a família real britânica
As últimas gerações nascida do clã Carnegie da Escócia tem forte parentesco com a família real britânica, pelo parentesco com a Casa de Saxe-Coburgo-Gota.
O aristocrata Charles Alexander Bannerman Carnegie, 11º Conde de Southesk se casou com a princesa Matilde de Fife, filha mais nova da princesa Luísa, Princesa Real do Reino Unido e neta do rei Eduardo VII do Reino Unido e a Alexandra da Dinamarca. O seu filho James Carnegie, além de ser herdeiro do condado de Southesk de seu pai e herdeiro da chefia do Clã Carnegie, também herdou o título Ducado de Fife da mãe, que era o título de seu avô materno: o Alexandre Duff, 1.º Duque de Fife. Em 1992, o seu filho James Carnegie virou chefe do clã e assumiu o condado de Southesk que foi mantido como um título subsidiário em homenagem ao seus ancestrais Carnegie. 
- James Carnegie, 3.º Duque de Fife (com Caroline Cecily Worsley)
  - Feto (em 04 de abril de 1958)
  - Lady Alexandra Clare Carnegie-Etherington (nascimento em 20 de junho de 1959); casada com Mark Etherington.
    - Lady Amelia Mary Carnegie-Etherington (nascimento em 24 de dezembro de 2001)

  - David Charles Carnegie, 4º Duque de Fife (nascimento em 03 de março de 1961), casado com Caroline Anne Bunting 
    - Charles Duff Carnegie, Conde de Southesk (nascido em 01 de julho de 1989); e herdeiro atual da família. Se casou em 5 de setembro de 2020, com Camille Ascoli (nascida em 06 de março de 1990), filha de Roberto Ascoli (n.1961) e Valérie Marie Christine Ledoux.
    - Lorde George William Carnegie (nascido em 23 de março de 1991)
    - Lorde Hugh Alexander Carnegie (nascido em 10 de junho de 1993)